# Aulotandra
Aulotandra es un género de plantas con flores perteneciente a la familia Zingiberaceae. Comprende seis especies.

## Taxonomía
El género fue descrito por François Gagnepain y publicado en Bulletin de la Société Botanique de France 48(Sess. Extraord.): 79. 1901[1902]. La especie tipo es: Aulotandra madagascariensis

## Especies aceptadas
A continuación se brinda un listado de las especies del género Aulotandra aceptadas hasta mayo de 2015, ordenadas alfabéticamente. Para cada una se indica el nombre binomial seguido del autor, abreviado según las convenciones y usos.	
- Aulotandra angustifolia H.Perrier (1939)
- Aulotandra humbertii H.Perrier (1939)
- Aulotandra kamerunensis Loes. (1909)
- Aulotandra madagascariensis Gagnep. (1902)
- Aulotandra trialata H.Perrier (1939)
- Aulotandra trigonocarpa H.Perrier (1939)